# Guérémé
Guérémé est une localité du Cameroun située dans le département du Mayo-Kani et la Région de l'Extrême-Nord, à proximité de la frontière avec le Tchad. Elle fait partie de la commune de Guidiguis et du canton de Guidiguis rural.

## Population
En 1969 la localité comptait 1 590 habitants, principalement des Peuls, des Moundang et des Toupouri. À cette date elle disposait d'une école publique à cycle complet. Un marché hebdomadaire s'y tenait le mercredi.
Lors du recensement de 2005, 3 497 personnes y ont été dénombrées.

## Infrastructures
Guérémé dispose d'un collège général public (CES).